# Vaux-sur-Mer
 Vaux-sur-Mer  es una población y comuna francesa, situada en la región de Nueva Aquitania, departamento de Charente Marítimo, en el distrito de Rochefort y cantón de Royan-Ouest.

## Demografía
| 1368 | 1798 | 2163 | 2481 | 3054 | 3448 |
| Para los censos de 1962 a 1999 la población legal corresponde a la población sin duplicidades (Fuente: INSEE [Consultar]) |      |      |      |      |      |